# Stockholms Rederi AB Svea

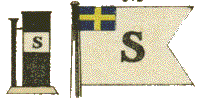
Schornstein und Kontorflagge der Rederi AB Svea

Stockholms Rederi AB Svea (von Stockholms Rederi Aktiebolag Sveabolaget, oft nur Svea oder Rederi AB Svea genannt) war eine schwedische Reederei, die in den 1870er Jahren gegründet wurde. Sie arbeitete mit einer großen Auswahl an Schiffen für den Fracht- und Passagiertransport, hauptsächlich mit Verbindungen in der Ostsee und der Nordsee und war eine der größten schwedischen Reedereien ihrer Zeit. Die Stockholms Rederi AB Svea war einer der Mitbegründer der Silja Line und führte ihre Schiffe unter den Namen der Skandinavisk Linjetrafik, Scandinavian Ferry Lines, Linjebuss und Trave Line.
Das Unternehmen hatte eine finnische Tochtergesellschaft (Oy Svea AB) und eine Tochtergesellschaft mit Sitz in den Niederlanden. 1981 ging die Rederi AB Svea in die Johnson Line über, blieb aber als eigenständige Marke erhalten.

## Geschichte
Stockholms Rederi AB Svea wurde in den 1870er Jahren gegründet, das erste Schiff wurde 1872 in Dienst gestellt. Die meisten der frühen Schiffe waren Frachtdampfer, welche in der weltweiten Trampschifffahrt eingesetzt wurden. Im Anschluss startete Sveabolaget mit dem Fracht- und Passagiertransport entlang der schwedischen Küste und in der Ostsee. 1918 begann die Zusammenarbeit mit der Finland Steamship Company und der Steamship Company Bore auf den Routen zwischen Schweden und Finnland. In den 1930er Jahren folgte eine starke Expansion der Svea, die Flotte stieg auf über 100 Schiffe an.

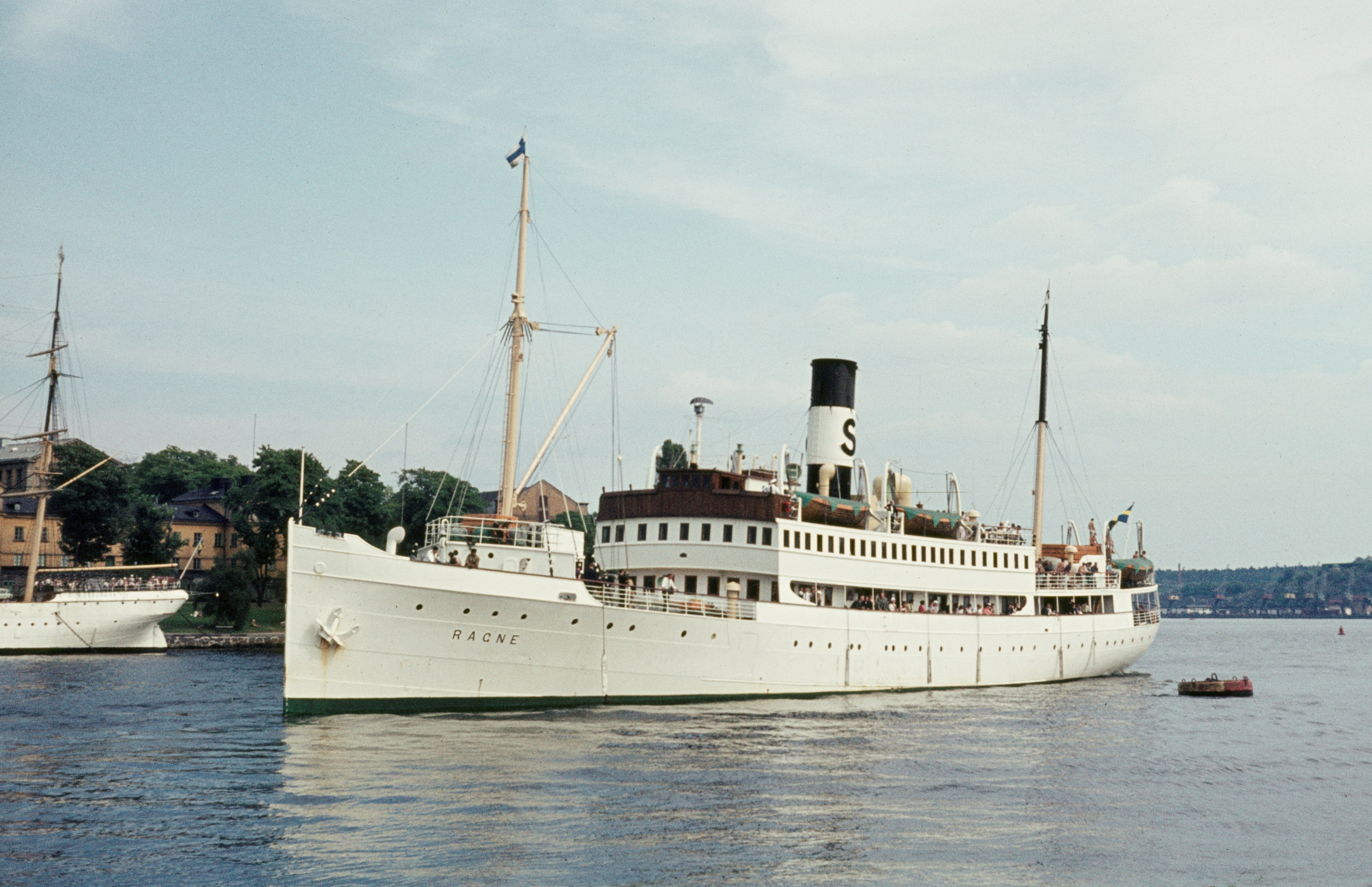
Ragne

Nach dem Zweiten Weltkrieg begann die Svea mit der Bedienung der Frachtverbindungen von Südschweden nach Dänemark und Deutschland unter dem Banner der Trave Line, Skandinavisk Linjetrafik und der Linjebuss. Zur gleichen Zeit begann die Svea auch mit dem Betrieb größerer Frachter. Einer der ersten moderne Automobil-Frachter wurde in den 1960er Jahren an die Svea geliefert. Im Jahre 1966 begann Svea die Zusammenarbeit, bei einer Auto- und Passagierverbindung nach Großbritannien, mit der Swedish Lloyd und der Ellerman’s Wilson Line. Bereits 1969 löste Svea die Zusammenarbeit auf und verkaufte sein einziges Schiff auf dieser Verbindung, das Motorschiff Svea, an die Swedish Lloyd.
In den 1970er Jahren brachen schwere Zeiten für die Svea an. Schon gegen Ende der 1960er Jahre war die 1916 erworbene Werft Finnboda an die Salén Reederei verkauft worden. Im Jahre 1975 wurden 50 % der Svea-Anteile an die Rederi AB Nordstjernan (Muttergesellschaft der Johnson Line) verkauft. Von da an wurden die Tätigkeiten der Svea stark rationalisiert. 1976 wurde die Trave Line an die Eisenbahn-Fracht-Gesellschaft Statens Järnvägar verkauft, und daraus entstand die Saga Line. Große Umstellungen kamen 1980 für den Kleingüter-Bereich der Linjebuss, sie wurden zusammengeführt mit Linien der Swedish Railways und der dänischen Firma Scandinavian Ferry Lines. Im selben Jahr begann der Zusammenschluss der TT-Line mit der Saga Line, woraus die TT-Saga Line entstand. Infolge finanzieller Schwierigkeiten verkaufte Svea 1981 seine Anteile an der TT-Saga Line und der Scandinavian Ferry Lines. Ende des Jahres wurde sie selbst an die Johnson Line verkauft. Die Johnson Line ging im Jahre 1990 mit der Effoa zusammen und besteht seitdem unter dem Namen EffJohn.